# Trump International Hotel and Tower (Chicago)
Trump International Hotel and Tower is een wolkenkrabber in Chicago, Verenigde Staten. Het gebouw is 423 meter hoog en telt 97 verdiepingen. De bouw begon op 17 maart 2005, en werd in 2009 voltooid.

## Locatie

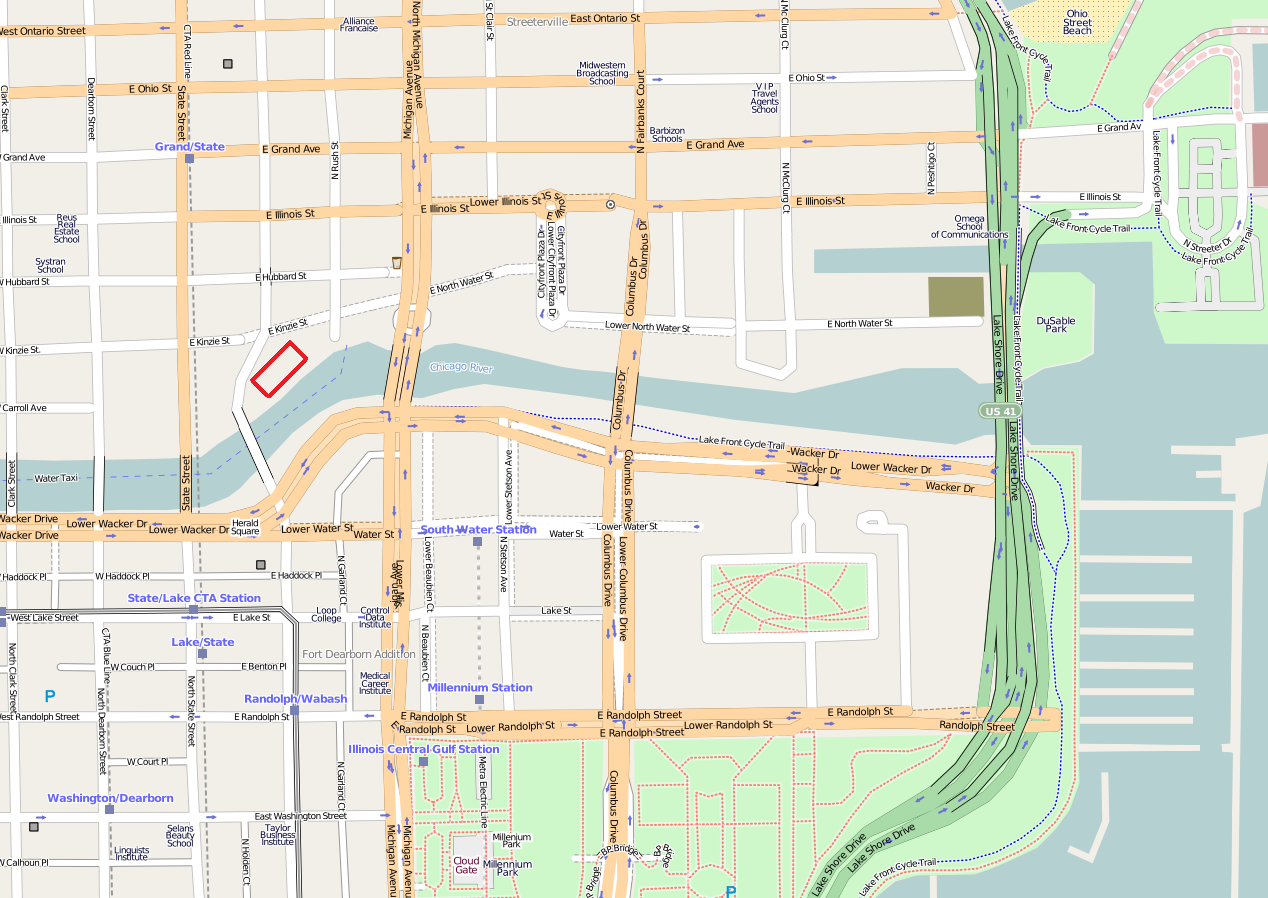
Locatie van Trump International Hotel and Tower

Het gebouw ligt in het River North Gallery District, dat deel uitmaakt van Near North Side, aan 401 North Wabash Avenue. Op dit gebied stond eerst het Sun-Times Building, van de Chicago Sun-Times. De toren staat aan de noordkant van de Chicago River, net ten westen van het Wrigley Building en de Michigan Avenue Bridge en net ten oosten van Marina City en 330 North Wabash. Het gebouw is dicht bij verscheidene landmarks in Chicago en grenst aan het Michigan-Wacker District, een district dat op de monumentenlijst van de National Register of Historic Places staat.

## Architectuur
Trump International Hotel and Tower is met de spits meegerekend 423 meter hoog, maar is tot het dak 356,6 meter. Het gebouw springt op meerdere plaatsen in, om zo een verband met de omringende gebouwen te vormen. Iedere keer dat het gebouw dunner wordt, komt dit overeen met een van de nabij gelegen gebouwen. De eerste "setback", zoals de Engelse term luidt, komt overeen met het Wrigley Building, de tweede met Marina City en de derde met 330 North Wabash.
De toren bevat 486 woningen, van studio's en driekamer-appartementen, tot penthouses met vijf kamers. Daarnaast bevat het gebouw ook 339 logeerkamers, zowel als studio als één- en tweekamersuites.
Verdieping 3 tot en met 12 bevatten lobby's, ruimtes voor detailhandel en de parkeergarage. De veertiende verdieping met zijn mezzanine huist een health club, verdieping 17 tot en met 27 bevatten hotelkamers, verdieping 28 tot en met 85 bevatten woningen en verdieping 86 tot en met 89 penthouses.

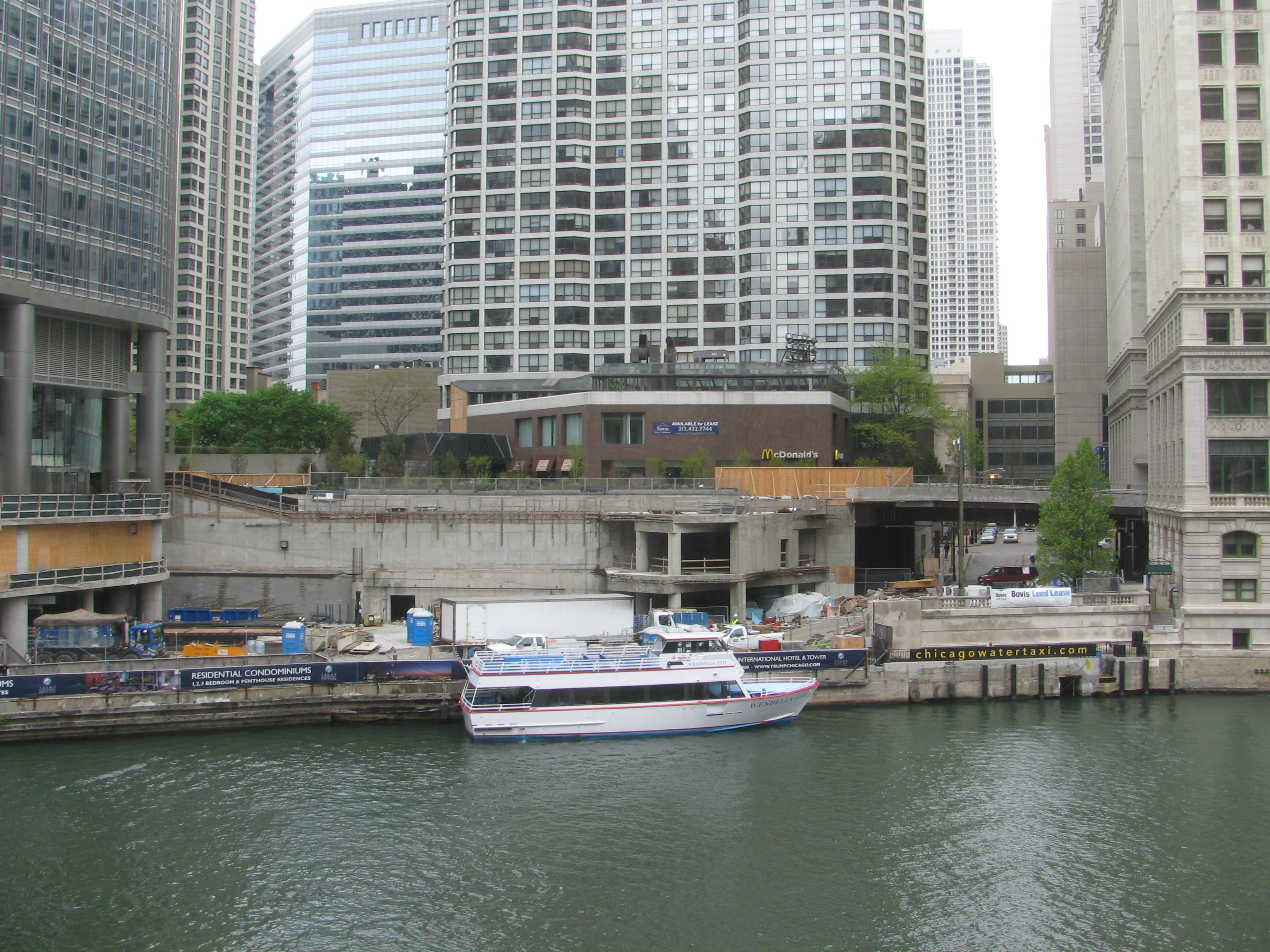
Het park ten oosten van het gebouw

## Faciliteiten

### Hotel
De planning was om drie verdiepingen van het hotel bij de gedeeltelijke opening op 3 december 2007 te openen, waarna later een grote opening zou volgen. De voorlopige opening werd echter vertraagd, totdat men toestemming kreeg om in de 27 eerste verdiepingen te trekken. Daardoor kwam de datum op 30 januari 2008. Vier verdiepingen met logeerkamers werden toen geopend. De grote opening van het hotel, was eerst gepland op 17 maart 2008, maar werd verplaatst naar 28 april 2008.

### Restaurants
Op de zestiende verdieping opende in het begin van februari 2008 het restaurant Sixteen. Het terras, The Terrace at Trump genaamd, opende op 25 juni 2009. Het restaurant is door Joe Valerio ontworpen en werd beschreven als een opeenvolging van ruimtes die zichzelf niet in één keer onthullen, maar in het verloop van de tijd. De foyer van het restaurant heeft de vorm van een T en is een gang naar het hotel. Deze muren van deze gang zijn "bekleed" met gevulde wijnrekken, van de grond tot het plafond.

### Spa
The Spa at Trump is een 2.137 m² grote spa, die aan het einde van maart 2008 opende. De spa biedt onder andere een oliemassage aan met diamant, robijn of saffier erin. De spa heeft daarnaast onder andere ook nog een health club met binnenzwembad, elf badruimtes en sauna's.

## Ontwikkeling

### Ontwerp ontwikkeling
In juli 2001 maakte Donald Trump de plannen voor een toren op de plek van het Sun-Times Building bekend. De toren moest toen nog een hoogte van 460 meter krijgen, zodat het gebouw het hoogste in de wereld werd. Het moest tussen de 223.000 m² en 288.000 m² aan ruimte bevatten en circa $77 miljoen kosten. Drie architectenbureaus werden overwogen:
- Lohan Associates.
- Kohn Pedersen Fox Associates.
- Skidmore, Owings and Merrill.[14]

In augustus 2001 werd Skidmore, Owings and Merrill gekozen door Trump.
Na de aanslagen op 11 september 2001, verminderde Trump de hoogte tot 78 verdiepingen en 327 meter, zodat het risico op een aanslag werd verminderd. Time magazine rapporteerde dat een vergadering tussen Smith, de architect, en Trump, over het oprichten van het hoogste gebouw ter wereld gaande was tijdens de aanslagen. Later werd geclaimd dat de hoogte was gereduceerd tot 270 meter, nadat de originele plannen een 150 verdiepingen en 610 meter hoog gebouw vereisten. De claims werden ondersteund door renders uit 1999 van de voorgestelde wolkenkrabber, die gepubliceerd werden in Chicago Tribune in 2005.
Het eerste ontwerp, een 327 meter hoge toren, werd in december 2001 vrijgegeven. Maar deze werd niet geaccepteerd door andere architecten en de bewoners van Chicago. In juli 2002 werd de nieuwe versie, een 86 verdiepingen tellende kantoortoren met woningen, vrijgegeven. Deze is vergelijkbaar met het huidige ontwerp, behalve het verschillende gebruik ervan. Bij dit ontwerp was er door Smith een antenne op het dak gezet. Een verbeterde versie telde 90 verdiepingen en had een hoogte van 343 meter en werd in september 2003 vrijgegeven. Het gebouw bevatte kantoren, een hotel, detailhandel en restaurants. In januari 2004 veranderde een nieuwere versie de verdiepingen 17 tot en met 26 van kantoor in woningen en hotelkamers. In zijn ontwerp van mei 2004 besloot Smith het gebouw in een ornament te eindigen in plaats van met een antenne. De antenne had volgens de Council on Tall Buildings and Urban Habitat niet geteld bij de hoogte van het gebouw, maar de spits wel. Hierdoor werd de toren 396 meter hoog. In 2005 wilde Trump de toren iets verhogen, zodat het gebouw de Willis Tower zou verslaan. Maar de burgemeester van Chicago, Richard M. Daley, was hier tegen. Uiteindelijk bleef Smith bij een ontwerp van de toren, met een hoogte van 414,99 meter. Dit is de hoogte van Two World Trade Center, de kleinste van de voormalige tweelingtorens.

### Eerste fases
Op 16 oktober 2004 voltooiden Donald Trump en Hollinger International, Chicago Sun-Times is hiervan het dochterbedrijf, de verkoop van het voormalige hoofdkantoor van de krant voor $73 miljoen, een week nadat het bedrijf een nieuw onderkomen had. Op 28 oktober 2004 hield Trump een ceremonie om het slopen van het Sun-Times Building te beginnen. De sloop en constructie werden gefinancierd door een lening van $650 miljoen bij de Deutsche Bank en een trio van hedgefonds investeerders, die George Soros als een van hun bronnen van fondsen hadden.
Op 17 maart 2005 begon de bouw met het aanbrengen van de eerste caisson in het bedrock. In april begon de bouw van de funderingen, die onder de Chicago River lagen. In juli 2005 begon water van de rivier in de bouwplaats te lopen, door scheuren bij het punt waar de funderingen de Wabash Avenue bridge raakten. Duikers ontdekten dat het lek niet vanaf de rivier gedicht kon worden. Na meerdere mislukte pogingen plaatste men een stalen plaat naast de scheur, en vulde de ruimte op met beton.
In oktober 2005 maakte een vloot van 30 betonwagens 600 ritten om 3800 m³ te gieten, in één periode van 24 uur. Zodoende werd een 61 x 20,1 x 3 meter dikke, betonnen "plaat" gevormd. Deze plaats is de basis van het gebouw, waaruit de centrale kern komt. Betrokken bij de bouw bestempelden deze dag als de "Big Pour". James McHugh Construction Co was verantwoordelijk voor het betonwerk van het gebouw.

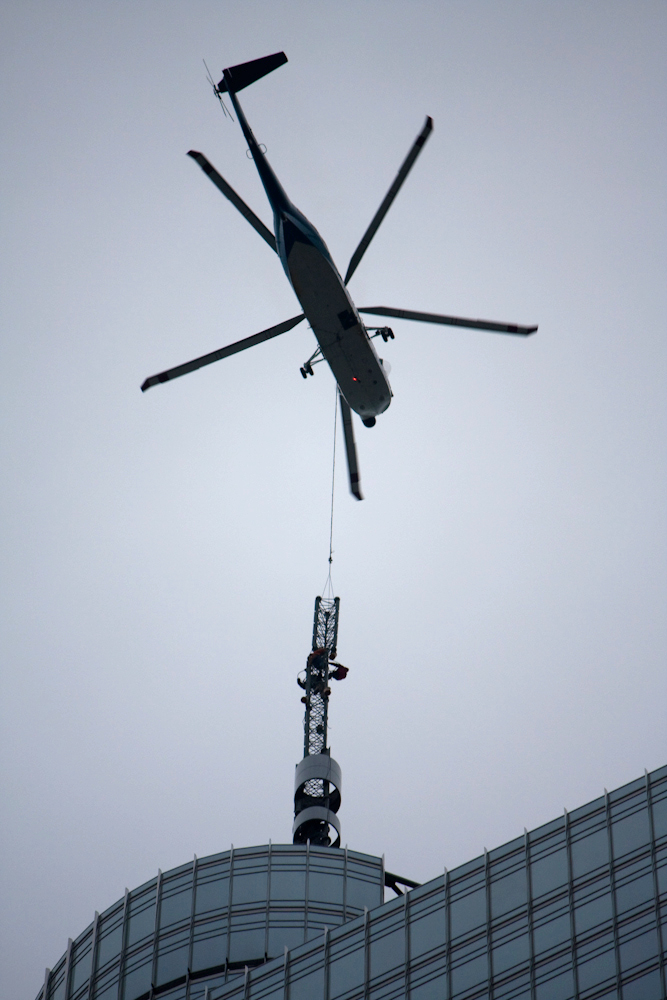
De spits werd per helikopter deel voor deel in elkaar gezet

### Juridische problemen
In oktober 2006 ontstond onenigheid over een straatkiosk van 3 bij 1,4 meter voor het Wrigley Building op 410 North Michigan Avenue. Deze kiosk adverteerde voor Trump International Hotel and Tower, dat een blok verder stond. Er werd veel gediscussieerd en er was veel publiciteit betreffende de zaak, waarbij met name de vraag of het toegestaan was om zo te adverteren centraal stond. Twee gemeentelijke wetten, die in 2002 en 2003 door de Chicago City Council aangenomen waren, zorgden ervoor dat het legaal was. Maar billboards op het voetpad waren niet normaal in Chicago, en hun wenselijkheid stond de discussie. Ook al waren er eisen van burgerorganisaties en wethouder Burton Natarus, die overigens voor de oorspronkelijke wetgeving stemde, om de kiosk te verwijderen, Trump bleek slechts bereid de vermelding van de prijzen op de billboards te verwijderen.

### Voltooiing
Op 16 augustus 2008 werd de laatste grote storting van beton gemaakt. Om de mijlpaal te vieren, takelde een gele hijskraan een emmer vol beton en een Amerikaanse vlag naar het dak van de wolkenkrabber. Op 19 augustus was er een andere ceremonie. Donald Trump was bij beide afwezig. Wel was hij aanwezig bij het feest op 24 september 2008, toen de toren zijn hoogste punt bereikte. Op originele plannen was het glas en de spits on oktober 2008 compleet. Maar de installatie van de spits werd meerdere malen uitgesteld. Windvlagen vertraagde de pogingen in december 2008. Zodoende was de spits pas op 3 januari 2009 voltooid.

## Media
Het plannen van de toren en de meerdere ontwerpen, leidden tot lokale en nationale publiciteit, zowel voor als tijdens de bouw. Zo is er een aflevering van Extreme Engineering over de toren "High Risk Tower" getiteld. Ook werd de laatste confrontatie tussen Batman en de Joker in de film The Dark Knight in het toen nog deels voltooide gebouw opgenomen.